# Scelidocteus lamottei
Scelidocteus lamottei is een spinnensoort uit de familie Palpimanidae. De soort komt voor in Ivoorkust.